# Fabian Bourzat

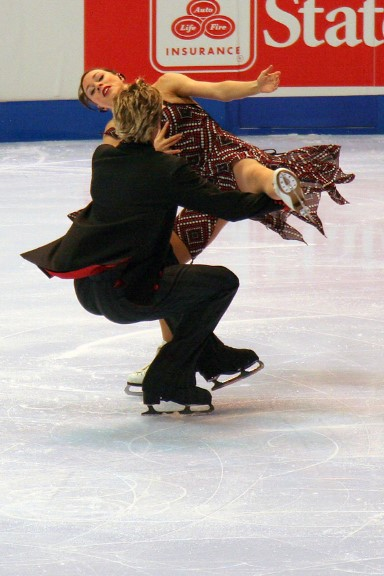
Nathalie Pechalat / Fabian Bourzat tijdens Skate America 2006

Fabian Bourzat (Nantes, 19 december 1980) is een Franse kunstschaatser.
Bourzat is actief in het ijsdansen. Zijn vaste sportpartner sinds 2000 is Nathalie Pechalat. Hun huidige trainer is Igor Shpilband. Eerder werden ze onder anderen getraind door Anjelika Krylova, Pasquale Camerlengo, Alexander Sjoelin, Oleg Volkov, M. Zazoui, R. Haguenauer en A. Druet. Voorheen reed hij onder anderen met Caroline Truong en Albane Saliou.
Met Pechelat behaalde hij in 2011 de Europese titel. Ze werden het 27e paar die de Europese titel veroverden en het vierde Franse paar na Christiane Guhel / Jean Paul Guhel (1962), Marina Anissina / Gwendal Peizerat (2000, 2002) en Isabelle Delobel / Olivier Schoenfelder (2007). Op het EK van 2012 slaagden ze erin om de titel te prolongeren. Bij de wereldkampioenschappen behaalden ze bij hun negende opeenvolgende deelname voor het eerst op het WK van 2012 een medaille, ze behaalden het brons. Op het WK van 2014, bij hun elfde opeenvolgende deelname, behaalden ze voor de tweede keer de bronzen medaille.
Hij nam driemaal deel aan de Olympische Spelen, hij werd respectievelijk met Pechelat bij de paren 18e in 2006, 7e in 2010 en 4e in 2014, met het landenteam werd hij in 2014 zesde.

## Persoonlijke records
| records                | punten | datum      | toernooi |
| ---------------------- | ------ | ---------- | -------- |
| Hoogste totaalscore    | 194.39 | 26-03-2010 | WK       |
| Hoogste verplichte kür | 037.75 | 23-03-2010 | WK       |
| Hoogste originele kür  | 061.83 | 26-03-2009 | WK       |
| Hoogste vrije kür      | 098.03 | 26-03-2010 | WK       |

| records             | punten | datum      | toernooi |
| ------------------- | ------ | ---------- | -------- |
| Hoogste totaalscore | 177.22 | 17-02-2014 | OS       |
| Hoogste korte kür   | 072.78 | 16-02-2014 | OS       |
| Hoogste vrije kür   | 107.17 | 29-03-2014 | WK       |

## Belangrijke resultaten
| Kampioenschap           | 00/01 | 01/02 | 02/03 | 03/04 | 04/05  | 05/06  | 06/07  | 07/08 | 08/09 | 09/10 | 10/11 | 11/12 | 12/13 | 13/14                |
| ----------------------- | ----- | ----- | ----- | ----- | ------ | ------ | ------ | ----- | ----- | ----- | ----- | ----- | ----- | -------------------- |
| Olympische Spelen       |       |       |       |       |        | 18e    |        |       |       | 7e    |       |       |       | 4e ijsdansen 6e team |
| Wereldkampioenschap     |       |       |       | 20e   | 19e    | 15e    | 12e    | 7e    | 5e    | 4e    | 4e    | Brons | 6e    | Brons                |
| Europees kampioenschap  |       |       |       |       | 12e    | 11e    |        | 5e    | 4e    | 4e    | Goud  | Goud  |       |                      |
| Nationaal Kampioenschap |       |       | Brons | Brons | Zilver | Zilver | Zilver |       | Goud  |       | Goud  | Goud  | Goud  | Goud                 |
| WK junioren             | 8e    | 6e    |       |       |        |        |        |       |       |       |       |       |       |                      |
| NK Junioren             | Goud  | Goud  |       |       |        |        |        |       |       |       |       |       |       |                      |